# Kaasiku (Mustvee)
Kaasiku is een plaats in de Estlandse gemeente Mustvee, provincie Jõgevamaa. De plaats telt 37 inwoners (2021) en heeft de status van dorp (Estisch: küla).
Tot in oktober 2017 lag Kaasiku in de gemeente Kasepää. In die maand werd Kasepää bij de gemeente Mustvee gevoegd.
Kaasiku ligt vlakbij, maar net niet aan het Peipusmeer. Een kuststrook, die bij de plaatsen Kasepää en Omedu hoort, scheidt het dorp van het meer. De rivier Kullavere stroomt langs de zuidgrens van Kaasiku. De monding van de rivier vormt de grens tussen Kasepää en Omedu. De Tugimaantee 43, de secundaire weg langs de kust van Aovere via Kallaste naar Kasepää, loopt over een korte afstand langs de westgrens van Kaasiku.

## Geschiedenis
Kaasiku ontstond pas na 1920, toen Estland onafhankelijk was geworden, als nederzetting aan de Kullavere. Ze viel onder Kasepää en na 1977 onder Nõmme, dat toen Murru heette. Pas in 1998 werd ze een zelfstandig dorp.